# Prosoplus intercalaris
Prosoplus intercalaris là một loài bọ cánh cứng trong họ Cerambycidae.